# Lữ Văn Vi
Lữ Văn Vi (1 tháng 2 năm 1905 – ?) là luật sư và chính khách người Việt Nam, cựu Tổng trưởng và Tổng Ủy viên Bộ Tư pháp Việt Nam Cộng hòa trong thời kỳ Quân quản (1963–1967). 

## Tiểu sử
Lữ Văn Vi sinh ngày 1 tháng 2 năm 1905 tại huyện Thốt Nốt, tỉnh An Giang, Nam Kỳ, Liên bang Đông Dương.
Hồi trẻ ông sang Pháp du học ngành luật, về sau đỗ bằng Cử nhân Luật khoa Đại học Bordeaux năm 1935 và Tiến sĩ Luật khoa Đại học Paris năm 1939. Về nước ông hành nghề luật sư rồi gia nhập Luật sư Đoàn Tòa Thượng thẩm Sài Gòn vào năm 1939. Ông còn là Thủ lĩnh Luật sư Đoàn Tòa Thượng thẩm Sài Gòn vào năm 1960, 1961 và 1962.
Dưới thời kỳ Quân quản, Lữ Văn Vi từng giữ chức Tổng trưởng Bộ Tư pháp trong hai chính phủ Trần Văn Hương, Phan Huy Quát và Tổng Ủy viên Bộ Tư pháp trong nội các chiến tranh Nguyễn Cao Kỳ.
Trong thời gian làm Tổng trưởng Bộ Tư pháp, ông là người đã góp phần vào việc thiết lập thêm Tòa án. Đốc suất việc soạn thảo các bộ luật căn bản như Hình luật, Hộ luật, Luật Thương mại và Luật Tố tụng.
Không rõ cuối đời ông ra sao và mất vào lúc nào kể từ sau ngày 30 tháng 4 năm 1975.